# 楽屋銀杏
楽屋銀杏（がくやいちょう）は明治ごろの日本の女性の髪形。元は歌舞伎の女形が普段の髷に結った。江戸では楽屋銀杏、京都でははわせ、大阪では思い月と、それぞれ呼び方と細部が違う。
現在は、祭礼で男舞などの演者に結われることが多い。
銀杏返しの一種。これに付け毛の輪と手絡を加えると「梅もどき」と言う髷になる。（後述）

## 特徴
銀杏返しの変形で、髷は銀杏返しを前に押しつぶしたような形をしている。
前髪の形に特色があり、普通の日本髪では、前髪は一つにまとめ上げてしまうのに対して、楽屋銀杏では前髪を取らずに、額の真ん中から二つ分けにして鬢などに同化させてしまう。
髪飾りは簪一本程度とシンプルだが、ここから派生して京都の娘に結われた「梅もどき」は華やかな印象である。

## 派生
京風の楽屋銀杏「はわせ」から少女の髷である「梅もどき」が派生した。
「梅もどき」は楽屋銀杏の髷を、付け毛で作ったもう一つの銀杏返しで挟み込み、鹿の子絞りの手絡を掛けたもの。四つの輪が組み合わさった様子を、梅の花（花びらは五つ）に見立てて「梅もどき」と呼ぶ。